# أوسكار رولر

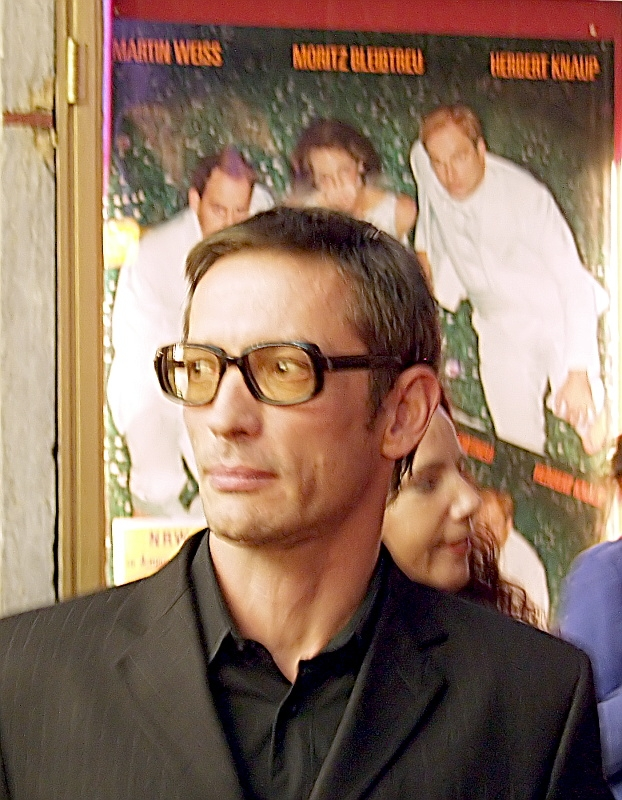
أوسكار رولر

أوسكار رولر (بالألمانية: Oskar Roehler) Oskar Roehler (ولد في شتاربنبرغ في 21 يناير 1959) هو مخرج سينمائي وصحفي ومؤلف ألماني.

## حياته
أوسكار رولر هو ابن الأديبة جيزيلا إلسنر والأديب كلاوس رولر، انفصل والداه حين كان في الثالثة من عمره، فقضى طفولته في منزل جديه، ثم عاد للعيش مع أبيه في برلين، التي ما زال يقيم فيها حتى الآن. بدأ أوسكار رولر حياته الفنية بكتابة السيناريو في أوائل الثمانينيات، فكتب سيناريوهات لنيكولاس شيلينج وكريستوف شلينجنزيف ومارك شليشتر.
بدأ أوسكار العمل في مجال الإخراج السينمائي في منتصف التسعينيات، ويعتبر فيلم «العذراء» Die Unberührbare التي يصور السنوات الأخيرة من حياة أمه الأديبة جيزيلا إلسنر، أشهر أفلامه على الإطلاق، ونال العديد من الجوائز من بينها «جائزة الفيلم الألماني» الذهبية. وقد قامت بدور البطولة في هذا الفيلم هانيلوره إلسنر.

## من أفلامه
- السادة المهذبون 1995
- نهم 1999
- العذراء 2000
- خوف القرد القديم 2003
- أجنس وإخوته 2004

## روابط خارجية
- أوسكار رولر على موقع IMDb (الإنجليزية)
- أوسكار رولر على موقع مونزينجر (الألمانية)
- أوسكار رولر على موقع ألو سيني (الفرنسية)
- أوسكار رولر على موقع أول موفي (الإنجليزية)
- أوسكار رولر على موقع قاعدة بيانات الأفلام السويدية (السويدية)
- أوسكار رولر على موقع قاعدة بيانات الفيلم (الإنجليزية)
- أوسكار رولر على موقع كينوبويسك (الروسية)